# Marek Edelman
Pour les articles homonymes, voir Edelman.
Marek Edelman, né le 1er janvier 1919 à Gomel (actuellement Homiel en Biélorussie) et mort le 2 octobre 2009 à Varsovie,, est un cardiologue et militant socialiste juif polonais. Il est l'un des instigateurs et dirigeants du soulèvement du ghetto de Varsovie en 1943 et un opposant au régime communiste polonais dans les années 1970 et 1980.

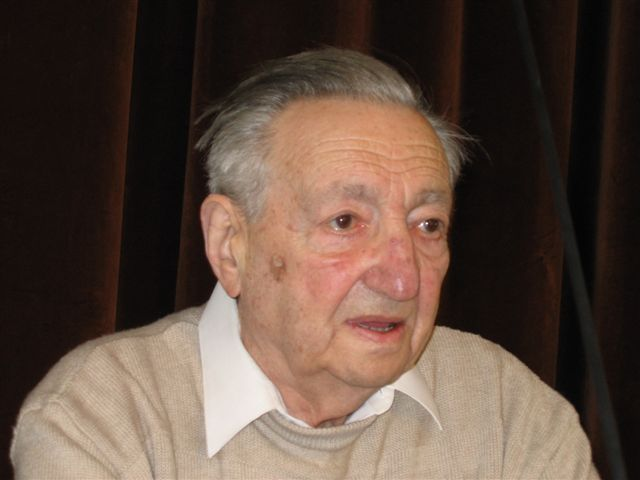
Marek Edelman, à Varsovie (Pologne) le 26 avril 2005

## Biographie

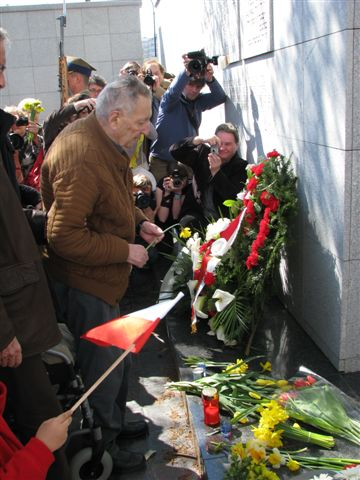
Marek Edelman déposant des fleurs devant un monument du ghetto de Varsovie en avril 2009

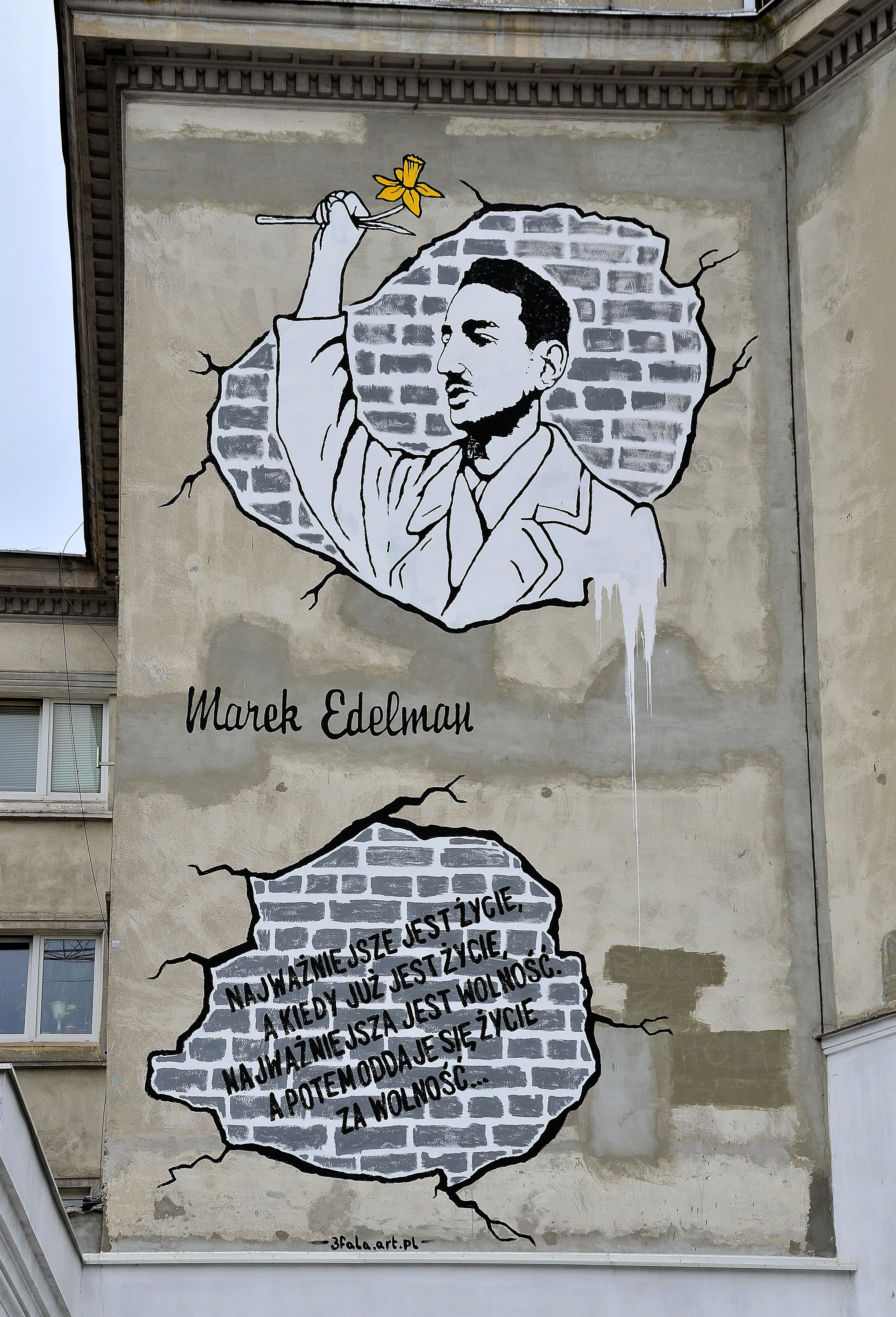
Mural

Peu après sa naissance, sa famille déménage à Varsovie. Ses parents meurent quand il est enfant. Il est élevé par des amis de ses parents. Mauvais élève, non religieux, il se politise très vite et pratique le coup de poing dans la rue contre les groupuscules fascistes. « Juif non religieux dans un paysage antijuif » comme il définit à la fin de sa vie cette période. Il est membre du Bund (Union générale des travailleurs juifs), mouvement socialiste juif, dont sa mère était militante comme la famille qui l'a recueilli. Le Bund milite alors pour la lutte des classes, l'émancipation des ouvriers juifs et l'autonomie culturelle juive.
Sa famille adoptive fuit vers l'Union soviétique lors des bombardements allemands de 1939.
Dans le ghetto de Varsovie, il est affecté comme infirmier à l'Umschlagplatz, d'où partent les convois de déportation vers Treblinka. Il réussit à faire évader quelques Juifs, au moment des départs des convois.
En 1942, il est l'un des fondateurs de la Żydowska Organizacja Bojowa (ŻOB, l'Organisation juive de combat), un des seconds de Mordechaj Anielewicz, un sioniste de gauche de l'Hachomer Hatzaïr. Il prend part au soulèvement du ghetto de Varsovie. Après la mort d'Anielewicz le 8 mai, il en devient le commandant. Les 220 résistants s'opposent ainsi avec des moyens dérisoires, mais une volonté farouche à plus de 2 000 Waffen SS pendant trois semaines. Seuls 40 survivront dont Edelman, réussissant à fuir par les égouts après que les Allemands eurent mis le feu au ghetto.
Il prend part l'année suivante aux combats de l'Insurrection de Varsovie en 1944. Il rencontre sa femme, Alina Margolis, une bundiste comme lui. Alors que la plupart des Juifs polonais survivants choisissent d'émigrer, ils décident de rester en Pologne, malgré de nouveaux pogroms en 1946 (Pogrom de Kielce) et l'ouverture des frontières pour les juifs en 1956. 
Dans l'après-guerre, il effectue des études de médecine et devient un cardiologue réputé à l'hôpital Sterling de Łódź. Sa femme est pédiatre. Ils ont deux enfants, Aleksander (pl) (né en 1951) et Ania (d) (née en 1956). Il adhère au Parti ouvrier unifié polonais tout en militant pour la démocratisation du système communiste et contre la persistance de l’antisémitisme dans le pays. Après les mouvements étudiants de 1968, le pouvoir communiste polonais organise une campagne antisémite. Marek Edelman, comme de nombreux juifs polonais, perd son emploi. Son épouse souhaite alors émigrer pour protéger leurs enfants, mais lui veut rester en Pologne. En 1971, elle part s'installer en France avec son fils et sa fille (elle exercera comme pédiatre et sera cofondatrice de Médecins du monde, leur fils Aleksander deviendra directeur de recherche à l'INSERM à l'Institut Necker-Enfants malades, Ania, après un doctorat de chimie, cadre chez EDF puis coach et formatrice). Marek Edelman restera à Łódź ou il sera réintégré à l'hôpital, il y travaillera jusqu'en décembre 2007, à 88 ans passés.
À partir des années 1970, il participe à l'opposition démocratique contre le régime communiste. Activiste du Comité de défense des ouvriers (KOR) puis du syndicat Solidarność. Il est interné cinq jours durant l'état de guerre (la loi martiale) en 1981 par le gouvernement du général Jaruzelski. Il devient alors le médecin de confiance de la plupart des dissidents qui vont se faire soigner chez lui.

## Commémorations du soulèvement
Marek Edelman a toujours refusé d'assister aux commémorations officielles, mais chaque 19 avril, depuis 1945, il parcourt à pied les rues menant au ghetto et se recueille devant les monuments à la mémoire des combattants du ghetto. Au fil des ans, il a été accompagné par des pèlerins de plus en plus nombreux : sa famille, des amis ou des personnalités telles le pape Jean-Paul II ou le vice-président américain Al Gore. Cette marche est accomplie au son de chants yiddish et de Di shwue, l'hymne du Bund.

## Relations avec Israël
Il s'est rendu quelquefois en Israël pour y rendre visite à des amis, mais n'a jamais souhaité y émigrer. Il est resté fidèle aux idées du Bund, mouvement hostile au sionisme. Selon Élie Barnavi, « Edelman n'y a pas bonne presse. Il est un héros incontestable mais dans la mémoire collective israélienne, il reste un juif diasporique. Dans le conflit idéologique qui structure le pays, le vrai héros soutient le projet sioniste. Le vrai héros du ghetto, pour Israël, c'est Anielewicz ».
À l'occasion de ses visites en Israël, il défend ses positions de soutien au peuple palestinien, en conflit ouvert avec les membres du gouvernement israélien, déclarant par exemple

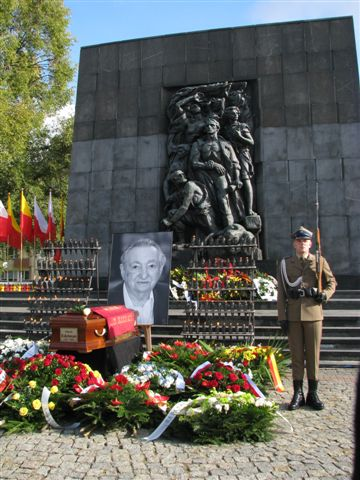
Funérailles de Marek Edelman, Varsovie, 9 octobre 2009

« chez moi, il n’y a de place ni pour un peuple élu, ni pour une terre promise. (...) Quand on a voulu vivre au milieu de millions d’Arabes, on doit se mêler à eux, et laisser l’assimilation et le métissage faire leur œuvre. »

## Distinctions et honneurs
- Chevalier de l'Aigle blanc, la plus haute distinction en Pologne
- Docteur honoris causa de l'université libre de Bruxelles en 1996
- Commandeur de la Légion d'honneur. Décoration remise par Bernard Kouchner, ministre des Affaires étrangères, lors d'une visite en Pologne en avril 2008.
- Docteur honoris causa de l'université Jagellonne de Cracovie en 2009[9].